# قسم آويز الريفي (مقاطعة فراشبند)
قسم آويز الريفي (بالفارسية: دهستان آویز) هي منطقة سكنية تقع في قسم في إيران. يقدر عدد سكانها بـ 6,836 نسمة .